# Burmalerche

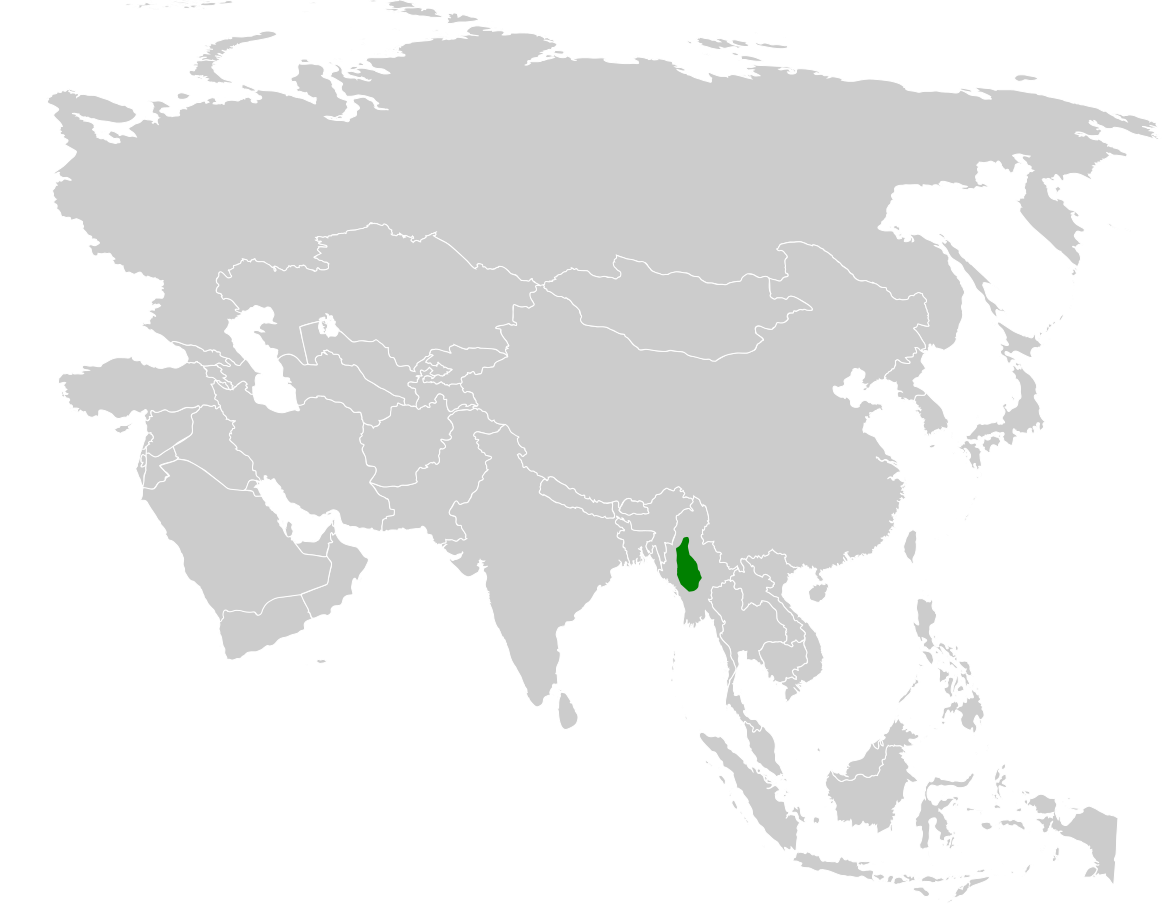
Verbreitungsgebiet der Burmalerche

Die Burmalerche (Mirafra microptera) ist eine Art aus der Familie der Lerchen. Ihr Verbreitungsgebiet liegt in Südostasien. Sie wurde ursprünglich als eine Unterart der Bengalenlerche eingeordnet. Auf Grund von Unterschieden im Gesang wird sie mittlerweile als eigenständige Art eingestuft.

## Merkmale
Die Burmalerche erreicht eine Körperlänge von etwa 15 Zentimetern, wovon 3,9 bis 5,1 Zentimeter auf den Schwanz entfallen. Die Schnabellänge beträgt vom Schädel aus gemessen 1,4 bis 1,63 Zentimeter. Es besteht kein auffallender Geschlechtsdimorphismus, die Männchen sind allerdings etwas größer als die Weibchen.
Die Burmalerche ist heller und etwas weniger rötlicher als die nahe verwandte Bengalenlerche. Der Scheitel und der Nacken sind bräunlich gelbbraun bis rötlich graubraun und auffällig schwärzlich-braun gestrichelt. Der gelbbräunliche Überaugenstreif ist breiter als bei der Bengalenlerche. Das Körperobergefieder ist graubraun.
Das Kinn und die Kehle sind weißlich, die Brust ist sehr hell gelbbraun, der Bauch dagegen deutlich heller bis fast weißlich. Die Brust weist große runde schwärzlich-braune Flecken auf. Die Arm- und Handschwingen haben rötliche Säume. Die Schwanzfedern sind dunkel gelbbraun, die äußerste Steuerfeder hat eine hell gelbbräunliche bis weißliche Außenfahne.
Der Oberschnabel ist dunkelbraun, der Unterschnabel gelblich hornfarben. Die Füße sind rötlich bis gelblich braun. Die Iris ist braun.

## Verbreitungsgebiet und Lebensraum
Die Burmalerche kommt im Zentralgebiet von Burma vor. Ihr Lebensraum ist offenes steiniges Grasland, das mit Büschen bestanden ist, aber auch Agrarland. Sie ist ein Standvogel.

## Lebensweise
Die Burmalerche frisst Sämereien sowie Arthropoden.
Wie alle Lerchen ist die Burmalerche ein Bodenbrüter, der ein napfförmiges Nest in einer Erdmulde baut. Das Nest ist nur gelegentlich überwölbt. Das Gelege besteht in der Regel aus drei bis vier Eiern. Die Eier sind gelblich bis hell gräulich und weisen bräunliche und graue kleine Flecken auf.

## Einzelbelege
1. ↑  Per Alström: Taxonomy of the Mirafra assamica complex. In: Forktail. 13. Jahrgang, 1998, S. 97–107  (englisch, orientalbirdclub.org [PDF; abgerufen am 24. Februar 2019]).
2. 1 2  Pätzold: Kompendium der Lerchen. S. 105.